# Стефан Керкенезов
Стефан Спасов Керкенезов е български индустриалец и общественик, народен представител в XXV обикновено народно събрание.

## Биография
Роден е на 3 април 1892 година в Троян, в семейството на Спас Мар. Керкенезов и Стана Димитрова. Следва търговия, но не завършва. Участва в Първата световна война като запасен подпоручик, адютант на началника на артилерията, за бойни отличия и заслуги през войната е награден с орден „За военна заслуга“  По-късно живее в Плевен, където през 1921 година основава, заедно с Иван Бояджиев, тютюневата фабрика „Енидже Вардар“ в Плевен – търговско събирателско дружество за производство на цигари.
Като народен представител в XXV народно събрание има големи заслуги за спасяването на евреите в Плевен, както и за около 400 съветски военнопленници. На плевенската гара те са успяват да избягат от вагоните, с които са превозвани към Германия. Пристига нареждане да бъдат закарани в София, но Керкенезов разпорежда неизпълнение на заповедта и гарантира, че ще им намери работа и подслон. Успява, с помощта на съмишленици, да ги задържи в Плевен, през август 1944 година секретарят на съветската легация лично се среща с тях в Плевен и благодари на Керкенезов.
Стефан Керкенезов спасява и десетки комунисти от интерниране, а някои и от смъртни присъди.
След Деветосептемврийския преврат е съден от Втори състав на т.нар. Народен съд. Мнозина от спасените от него комунисти свидетелстват пред съда. Въпреки това е осъден на 15 години строг тъмничен затвор, заплащане на 3 милиона лева на държавата, лишаване от граждански права за срок от 20 години и конфискация на целия имот.
Фабриката му е национализирана (1948) и преименувана на „Държавен тютюнев монопол – Плевенска фабрика“.